# Seznam zápasů fotbalové reprezentace Trinidadu a Tobaga na MS
Fotbalová reprezentace Trinidadu a Tobaga byla celkem 2x na mistrovstvích světa ve fotbale a to v letech 1970, 1982.
- Aktualizace po MS 1982 - Počet utkání - 3 - Vítězství - 0x - Remízy - 0x - Prohry - 3x

| Číslo | Soupeř   | Výsledek | MS      | Fáze turnaje       | Góly Trinidadu a Tobaga |
| ----- | -------- | -------- | ------- | ------------------ | ----------------------- |
| 1.    | Švédsko  | 0 – 0    | MS 2006 | základní skupina B |                         |
| 2.    | Anglie   | 0 – 2    | MS 2006 | základní skupina B |                         |
| 3.    | Paraguay | 0 – 2    | MS 2006 | základní skupina B |                         |